# Apele Vii
Apele Vii es una comuna ubicada en el distrito de Dolj, Rumania.

## Superficie
Posee una superficie de 59,70 kilómetros cuadrados.

## Demografía
Hasta 2021 la población era de 1804 habitantes, con una densidad de población de 30,22 habitantes por kilómetro cuadrado.